# スラックライン

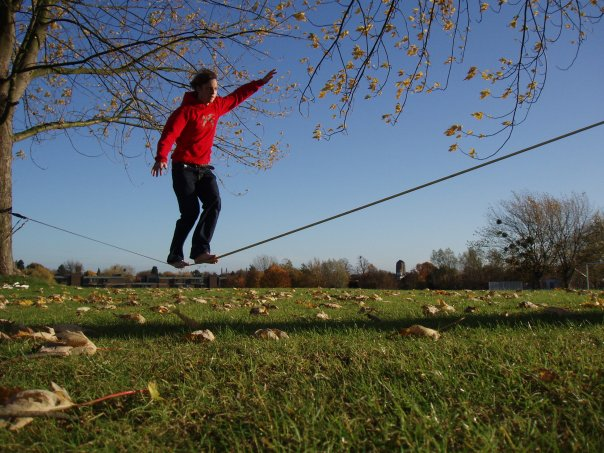
スラックライン

スラックライン（英: slacklining）細いベルト状のラインの上でバランスを楽しむ遊びである。バランス感覚や集中力などを鍛えることができると他のスポーツのオフトレーニングとしても幅広く使用される。

## 概要
設置する場所、テンション（張力）、長さ、目的によって様々な遊び方ができるのが最大の特徴である。ラインの伸縮を利用しアクロバティックな技を行うトリックライン、ゆるく長いラインの上で歩行を楽しむロングライン、高所で精神的なコントロールが求められるハイライン、水面で楽しむウォーターライン、全くテンションを張らずに乗るロデオライン、スラックラインの上でエクササイズを行うスラックラインフットネス、ヨガを行うスラックラインヨガと様々である。

## 設置方法
一般的には木と木の２点間にスラックラインを張る。初心者は安全面から長さ3〜4メートル、高さ30センチメートル程度のスペックから練習する事が推奨されている。室内用器具のスラックラックも市販されている。

### 注意事項
- 木をアンカーとする場合は、細い木や弱った木は避けること。木の直径は25センチメートル以上が望ましいとされる。
- 屋外での設置は人、自転車、車などの通る動線に設置しない。
- 設置したままその場を離れない。
- 木にラインを巻く際は、ツリープロテクター、ツリーウェアなどを巻いてラインと樹皮の保護に務めること。

## 遊び方
動きやすい服装に、足元はスニーカーもしくは裸足が推奨されている。まずは立つ練習から行い、立てるようになれば足を入れ替えることで歩くことが可能となる。この時に勢いで歩くと踏み外して転けてしまう場合があるので注意が必要である。

## スポーツ競技としてのスラックライン
- スラックライン愛好家のサポート支援強化のため、2011年5月20日に世界スラックライン連盟（World Slachline Federation、略称：WSFed）が設立されている[2]。大会では技の難易度、コンビネーション、創造性を中心にジャッジされるが、観客へのアピールも審査対象となっている[3]。
- アメリカで開催されたスラックラインワールドカップ2013では、大杉徹が日本人として初めて優勝した。
- アメリカで開催されたスラックラインワールドカップ2017では、細江樹が優勝した。
- ドイツで開催されたスラックラインワールドカップ2022では、岡澤恋が優勝した。